# 韦尔西亚
韦尔西亚（法語：Vercia，法語發音：[vɛʁsja]）是法国汝拉省的一个旧市镇，位于该省西部偏南，属于隆斯勒索涅区。2017年1月1日，韦尔西亚和相邻的另外3个市镇合并为新市镇瓦勒索内特（Val-Sonnette）。

## 地理
韦尔西亚（46°35'26"N, 5°27'24"E）面积4.06 平方千米，位于法国勃艮第-弗朗什-孔泰大區汝拉省，该省份为法国东部内陆省份，北起上索恩省，西北接科多尔省，西临索恩-卢瓦尔省，南至安省，东与杜省和瑞士接壤。
与韦尔西亚接壤的市镇（或旧市镇、城区）包括：万塞勒、奥尔巴尼亚、博福尔、罗塔利耶。

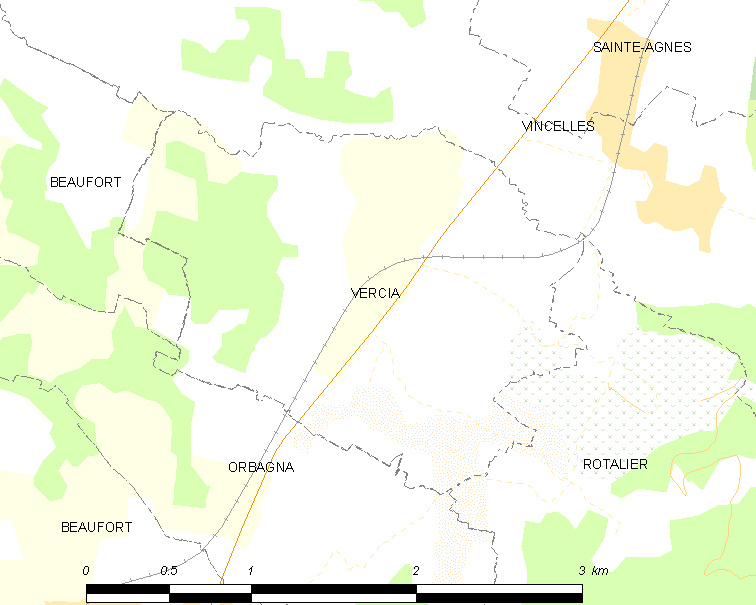
韦尔西亚的OSM定位图

韦尔西亚的时区为UTC+01:00、UTC+02:00（夏令时）。

## 行政
韦尔西亚的邮政编码为39190，INSEE市镇编码为39549。

## 政治
韦尔西亚所属的省级选区为圣阿穆尔县。

## 人口

1962-2008年间韦尔西亚人口变化图示

韦尔西亚于2018年1月1日时的人口数量为295人。